# Saint-Étienne-de-Gourgas
Saint-Étienne-de-Gourgas é uma comuna francesa na região administrativa de Occitânia, no departamento de Hérault. Estende-se por uma área de 19,43 km². Em 2010 a comuna tinha 533 habitantes (densidade: 27,4 hab./km²).